# Jaroslav Skála
Jaroslav Skála (25. května 1916 Plzeň – 26. listopadu 2007 Praha) byl český lékař – psychiatr, specialista na léčení alkoholismu a jiných závislostí a zakladatel první záchytné stanice.

## Život
Maturoval v roce 1935. Studoval na lékařské fakultě v Praze a zároveň v Institutu tělesné výchovy a sportu. Ten absolvoval v roce 1939. Studia na lékařské fakultě nestihl dokončit, protože v době německé okupace byly vysoké školy uzavřeny. Nastoupil tedy jako učitel tělocviku na reálce v Plzni. Studoval ale také na německých univerzitách v Kaliningradu a v Göttingenu.Lékařskou fakultu dokončil až po válce v roce 1946.
Původně se ucházel o místo na interní klinice, poté v Ústavu tělovýchovného lékařství, nakonec byl přijat až na pražské psychiatrické klinice. V září téhož roku byl vyslán na mezinárodní konferenci o alkoholismu do Bruselu, což mělo patrně rozhodující význam pro směrování jeho profesionální dráhy. Navázal kontakty s americkou skupinou Anonymních Alkoholiků a výsledkem diskusí bylo zahájení averzivní léčby disulfiramem (vyvolává zvracení po požití alkoholu, známý též pod obchodním názvem antabus).
Myšlenkami Anonymních alkoholiků bylo inspirováno založení KLUSu – Klubu lidí usilujících o střízlivost. K němu došlo 5. února 1948. Sdružoval pacienty a absolventy odvykací léčby. Slibně se rozvíjející kontakty s AA přerušil Vítězný únor 1948. Další kontakty nebyly žádoucí z důvodů spirituálních prvků v programu 12 bodů AA, které byly v rozporu s oficiální ideologií.
Dne 10. září 1948 zahájilo činnost protialkoholní oddělení v budově vedle kostela sv. Apolináře v Praze. To vedl Dr. Skála až do svého odchodu do důchodu v roce 1982. Během svého působení vypracoval komplexní léčebný program závislostí.
V roce 1951 inicioval založení záchytné stanice – prvního zařízení svého druhu v Československu. Zabýval se i výzkumem, prevencí a léčbou závislostí na psychoaktivních látkách. Založil a v letech 1956–1981 vedl Sekci pro otázky alkoholismu a jiných toxikomanií, v roce 1993 se stal spoluzakladatelem Společnosti pro návykové nemoci v rámci České lékařské společnosti J. E. Purkyně. V roce 1991 stál u zrodu Pražské vysoké školy psychosociálních studií (PVŠPS), která se tak stala v historii naší země první soukromou vysokou školou (zakončenou bakalariátem), která poskytuje vzdělání v tomto studijním programu. Zároveň se stal jejím čestným rektorem.

## Rodina
Jaroslav Skála zemřel doma přirozenou smrtí. Zanechal syna Martina a dceru, Zuzana Skálová (* 1945) se proslavila v Egyptě a v Nizozemí jako historička středověkého umění a restaurátorka koptských ikon.

## Psychoterapie
Kromě alkohologie, která byla jeho povoláním, se zabýval i psychoterapií, kterou označoval za svoje hobby. Od roku 1953 pracoval v psychoterapeutické sekci Psychiatrické společnosti, v roce 1982 byl pověřen jejím vedením. Od roku 1968 založil 20 výcvikových komunit. Do roku 1994 stál v čele Společnosti pro psychoterapii a rodinnou terapii, kterou spoluzakládal a vedl do roku 1994. Své pacienty tak nejen léčil za závislosti, ale pomáhal jim najít i novou životní náplň, aby nesklouzli zpět.

## Sport
Velkou roli v jeho životě hrál sport. Již ve dvanácti letech vstoupil do Sokola a od roku 1932 se zúčastnil všech sletů a spartakiád (aktivně do roku 1948). I ve svých léčebných metodách užíval sportu. Již na přelomu 50. a 60. let zjistili skotští vědci, že kdo se pravidelně věnuje namáhavějšímu sportu, vyrábí si endorfiny sám a nepotřebuje je dostávat v tabletách. Součástí léčby byl především běh, podle schopností pacienta se postupně uběhnutá vzdálenost zvyšovala.

## Publikace
Dr. Skála byl autorem více než 140 odborných publikací. Za své celoživotní dílo byl v roce 2002 vyznamenán medailí Za zásluhy II. stupně.

## Ocenění
- Pamětní deska s portrétním reliéfem Jaroslava Skály je na fasádě dvorního traktu budovy nemocnice U Apolináře, Apolinářská 447/4.
- Společnost pro návykové nemoci České lékařské společnosti Jana Evangelisty Purkyně uděluje Cenu Jaroslava Skály za autorská díla v oboru adiktologie a souvisejících oborů v oblasti duševního zdraví.
- Výbor České psychoterapeutické společnosti uděluje Skálovu cenou za odborné práce z oblasti psychoterapie - cena se vypisuje každé dva roky.